# Oest-Srednekan
Oest-Srednekan (Russisch: Усть-Среднекан) is een plaats (selo) in het district Srednekanski van de Russische oblast Magadan in het Russische Verre Oosten. In de plaats werd als eerste het bestuur gevestigd van de Sevvostlag van de Dalstroj in 1932.
Door de ingestorte mijnbouw is een groot deel van de bevolking weggetrokken. Het hoger gelegen deel van de plaats wordt als onbruikbaar gezien door zowel de inwoners als het regionale bestuur en eind  2006 werd besloten om de inwoners ervan versneld naar andere plaatsen over te plaatsen, nadat het verwarmingssysteem was uitgevallen. Over het lager gelegen deel is nog geen zekerheid verkregen.
De wegen naar de plaats zijn zeer slecht. De brug over de Kolyma bij de plaats is onbruikbaar geworden als gevolg van achterstallig onderhoud en reparatie ervan wordt economisch gezien te duur geacht. Bij de rivier bevindt zich een kolenhaven.
In de buurt van de plaats ligt de in aanbouw zijnde waterkrachtcentrale Oest-Srednekanskaja.